# 田部
田部，為漢字索引中的部首之一，康熙字典214個部首中的第一百〇二個（五劃的則為第八個）。在中文中，田部歸於五劃部首。田部通常是從上、下、左方均可為部字。且無其他部首可用者將部首歸為田部。

## 部首單字解釋
1.種植農作物的土地。見說文。
2.土地的泛稱。見玉篇。
3.耕種。
4.打獵。
5.姓。見史記 · 田單列傳。
甲：ㄐㄧㄚˇ，①天干的第一位。②草木種子的外殼。③動物堅硬的外殼、昆蟲堅硬的外骨骼，大都由角質構成。④古代戰士所穿的革製護身衣。⑤戰士、被甲的戰士。見廣韻。⑥居於首位。⑦舊時戶政編制名，十家為一甲。⑧臺灣面積單位名，一甲等於9699.17平方公尺、2934坪。⑨假設的代名詞。⑩超群出眾。⑪最優秀的。
申：ㄕㄣ，①表明、陳述。②一再重複，表次數。見廣韻。③伸張、舒展，同「伸」。見集韻。④上海市的簡稱。⑤地支的第九位，參見「申」。⑥時辰名。午後三點到五點鐘為申時。⑦姓。見左傳 · 定四年。⑧古國名，約今河南南陽縣以北。⑨生肖名，指猴。⑩訓誡。
由：ㄧㄡˊ，①原因。②因為。③聽任、聽從、隨意。④從、自。⑤遵循。⑥經歷。⑦憑恃。⑧通猶。⑴像、好比。⑵還、尚且。⑶似、若。⑨萌芽。⑩表所從出、表因果。⑪於。⑫姓。
甴：ㄓㄚˊ，參「曱甴」條目。
电：電的俗體。

## 字形

甲骨文
金文
大篆
小篆

## 名稱
- 漢語：田部　（拼音：tiánbù　注音：ㄊㄧㄢˊ ㄅㄨˋ）
- 日語：
- 朝鲜語：

## 字例
| 除部首外之筆劃 | 字例 -{                            |
| -------------- | ---------------------------------- |
| 0              | 田甲申由甴电                       |
| 1              | 甶                                 |
| 2              | 㽕㽖㽗𤰖町甼男甸甹                 |
| 3              | 畄甾画畀畁甽甿畂畃                 |
| 4              | 㽚㽘㽙畊畋界畍畎畏畆畇畈畉畐畑畒畓 |
| 5              | 㽛㽜畚畛畜畝畞畟畔畕畖畗畘留       |
| 6              | 㽝㽞畡畢畣畤畦畧略畩異             |
| 7              | 㽟㽠𤲌𤲂番畫畬畭畮畯畲畳           |
| 8              | 㽡㽢㽣㽤𤲞𤲟畺畵當畷畸畹           |
| 9              | 㽥畻畼畽畱                         |
| 10             | 㽦㽧㽨𤲼𤳄𤳆𤳇畾畿                 |
| 11             | 㽩𤳉疀疁疂                         |
| 12             | 㽪𤳙𤳢疃疄                         |
| 13             | 㽫㽬𤳧𤳨疅                         |
| 14             | 㽭𤳰疆疇                           |
| 15             | 㽮𤳱𤳷𤳸疈                         |
| 16             | 𤳽                                 |
| 17             | 疊疉                               |
| 18             | 㽯                                 |
| 20             | 𤴆                                 |
| 25             | 𤴏 }-                              |